# Булак (Акмолинская область)
Булак (каз. Бұлақ) — село в Зерендинском районе Акмолинской области Казахстана. Входит в состав Симферопольского сельского округа. Код КАТО — 115657200.

## География
Село расположено на северо-западе района, в 51 км на север от центра района села Зеренда, в 5 км на северо-запад от центра сельского округа села Симферопольское.
Севернее села имеется озеро Жолдыбай.

### Улицы
- ул. Достык,
- ул. Жастар,
- ул. Жасыл ел,
- ул. Келте булак.

### Ближайшие населённые пункты
- село Симферопольское в 5 км на юго-востоке,
- село Жолдыбай в 8 км на западе,
- село Карагай в 8 км на юго-западе.

## Население
В 1989 году население села составляло 281 человек (из них казахов 100%).
В 1999 году население села составляло 292 человека (141 мужчина и 151 женщина). По данным переписи 2009 года в селе проживало 230 человек (116 мужчин и 114 женщин).
| Численность населения | Численность населения | Численность населения |
| 1989                  | 1999                  | 2009                  |
| --------------------- | --------------------- | --------------------- |
| 281                   | ↗292                  | ↘230                  |